# (2419) Молдова
(2419) Молдавия (лат. Moldavia) — типичный астероид главного пояса, который был открыт 19 сентября 1974 года советским астрономом Людмилой Черных в Крымской обсерватории и был назван в честь государства на юго-востоке Европы — Молдавии.

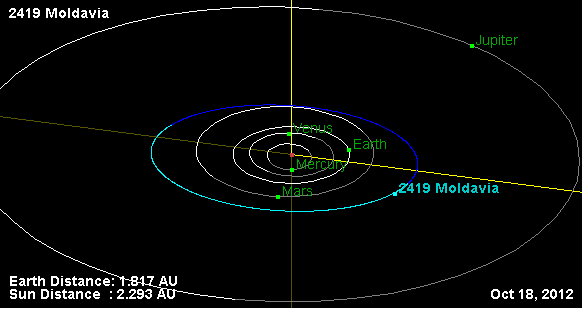
Орбита астероида Молдавия и его положение в Солнечной системе